# 楊傳廣

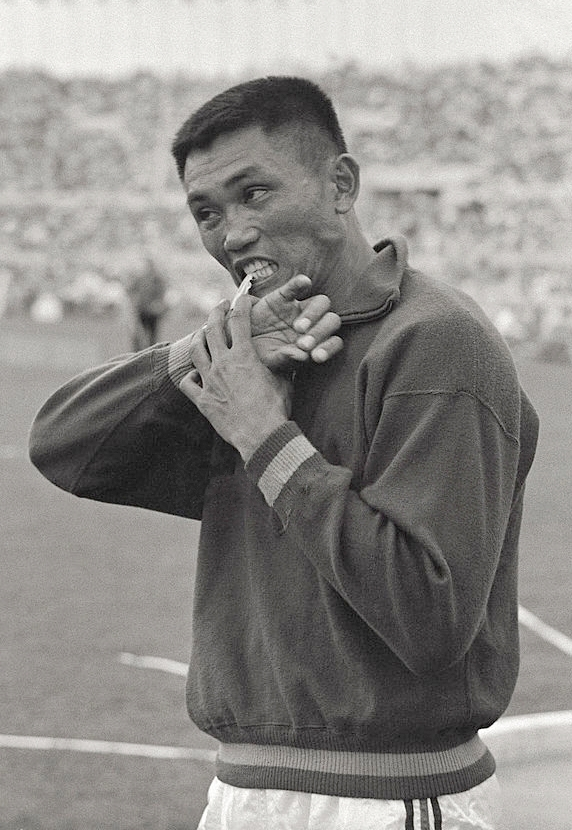
1960年夏季奧林匹克運動會

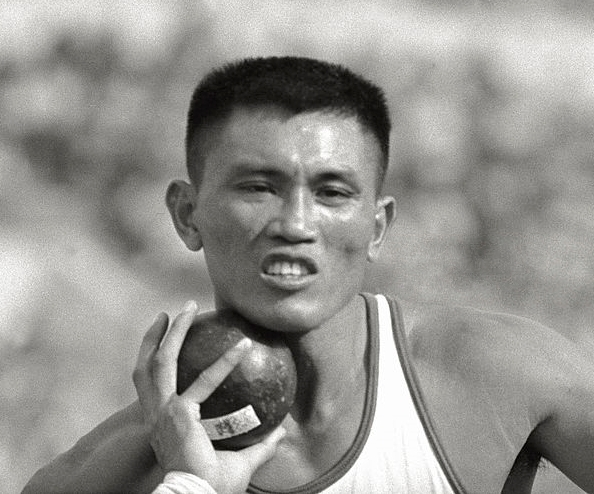
1960年夏季奧林匹克運動會

楊傳廣（1933年7月10日—2007年1月28日）書寫系統制定前，楊本人慣以 Misun 拼寫其族名。生於日治台灣台東廳，為馬蘭部落的阿美族人。曾代表中華民國參加奧運十項全能競賽，獲1960年羅馬奧運會銀牌，為首位獲得奧運會獎牌的台灣運動員，以及戰後第一位獲得奧運獎牌的台灣人，這也是中華民國獲得的第一枚奧運獎牌。他也是十項全能史上打破9000分的紀錄保持者，綽號「亞洲鐵人」（Asian Iron Man）。獲時任總統蔣介石召見7次，是台灣體壇第一人。在他得到奧運獎牌之後，馬蘭部落設立了新的年齡階層「傳廣隊」（latingko），該階層至2005年時已昇任長老（isefi'ay）。楊氏在2000年時曾經被馬蘭長老遴選擔任馬蘭本部落的頭目。

## 家族生活
他的父親是楊博宗，母親是楊玉蘭；馬蘭部落創建者谷拉斯·馬亨亨是他的祖先。

## 運動生涯
楊傳廣早期未成名前，最早接觸的運動是棒球，在三軍運動會時期，楊傳廣曾代表聯勤或台東棒球隊出賽，擔任投手。儘管沒有打出好成績，卻也無形中在跑、跳、擲三方面，紮下雄厚的根基，1951年，台東農校畢業後，進入聯勤田徑隊，在國軍運動會以七公尺三十二的跳遠成績得到冠軍。 
其後深受關頌聲賞識與資助，並在1954年於馬尼拉亞運會，拿下第一個十項全能金牌。楊傳廣從被選入中華隊備選選手名單之後，因為發生了一個插曲，讓楊傳廣從「陪練」變成「正選候補」再變成「正選名單」的行列。該事情是發生在當年中華民國體育委員會於左營訓練中心（即今之中華民國教育部體育署所屬左營國家培訓中心，簡稱「左訓中心」或「國訓中心」）訓練、備戰兩年後的馬尼拉亞運，正在加強練兵、以訓養訓的方式準備。是時正好楊傳廣被令為陪跑員，陪著正選候補名單的準國手們練跑，當練跑時間一開始，楊傳廣在兩百米賽跑竟跑贏了正選候補。讓在場的遴選委員驚愕不已，正好到場視察的關頌聲目擊此景，隨即下指示讓楊傳廣進入候補名單，讓楊傳廣接受正選名單的訓練菜單，逐漸地栽培楊傳廣。稍後的亞洲田徑錦標賽，楊傳廣雖然在該賽事最終僅得到第六名，但已讓體委會發現了楊傳廣這顆日後可能會奪牌的明日之星，楊傳廣之後就一直在關頌聲等人的栽培下逐漸茁壯，開啟了之後十多年在世界大小體壇賽事不斷的獲獎甚至奪牌、奪獎盃的田徑人生。
4年後，在東京亞運會打破亞運紀錄再度蟬聯十項全能金牌。之後進入加州大學洛杉磯分校（UCLA）唸書，在德瑞克（Elvin C. "Ducky" Drake）教練的門下，與1956年墨爾本奧運會的銀牌得主拉福·強森（Rafer Johnson）一起練習，兩人也成為終生的好友。他們同時參加1960年的羅馬奧運會十項全能比賽，楊傳廣在賽中雖然有七個項目領先強森，不過在鉛球一項中落後太多，最後仍以58分的些微差距敗北，由強森奪金，楊傳廣獲得銀牌。楊傳廣也因而成為第一位在奧運會中獲得獎牌的中華民國運動員。而在最後一個項目1500公尺，兩人抵達終點後，強森累倒在楊傳廣身上，兩人相互扶持的場景，也成為攝影機捕捉的焦點。賽後甚至有觀眾高喊著：「給他們兩人都拿金牌吧！」
1963年1月26日，楊傳廣在美國波特蘭舉行的國際田徑邀請賽以4米96（16呎3.25吋）的成績，打破撐竿跳室內世界紀錄。同年4月28日，他在加州核桃市聖安東尼奧山學院田徑賽以9121分刷新十項全能運動世界紀錄，成為十項全能史上打破9000分的第一人，十項全能運動的計分方式也因此而改變。換算成目前的計分法，該次成績為8010分，依然是目前中華民國全國紀錄。由於新的計分法標準提高，直至2001年，罗曼·谢布尔勒才再次突破9000分關卡。
楊傳廣十項全能運動世界紀錄的各單項成績如下：
| 項目      | 成績                  | 當時計分 | 目前計分 |
| --------- | --------------------- | -------- | -------- |
| 100米     | 10.7秒（手動計時）    | 1,034    | 874      |
| 跳遠      | 7.17米                | 842      | 854      |
| 鉛球      | 13.22米               | 692      | 681      |
| 跳高      | 1.92米                | 930      | 731      |
| 400米     | 47.7秒（手動計時）    | 1,045    | 917      |
| 110米高欄 | 14.0秒（手動計時）    | 1,124    | 944      |
| 鐵餅      | 40.99米               | 654      | 685      |
| 撐竿跳高  | 4.84米                | 1,515    | 862      |
| 標槍      | 71.75米               | 1,040    | 916      |
| 1500米    | 5分02.4秒（手動計時） | 245      | 546      |
| 總分      |                       | 9,121    | 8,010    |

## 國際大型運動賽會
| 年   | 賽事               | 舉辦城市         | 名次   | 項目         | 記錄                |
| ---- | ------------------ | ---------------- | ------ | ------------ | ------------------- |
| 1954 | 亞洲運動會         | 菲律賓馬尼拉     | 金牌   | 十項混合運動 | 5454                |
| 1956 | 夏季奧林匹克運動會 | 維多利亞州墨爾本 | 第20名 | 跳高         | 1.86公尺            |
| 1956 | 夏季奧林匹克運動會 | 維多利亞州墨爾本 | 第8名  | 十項混合運動 | 6521（Season Best） |

| 年   | 賽事               | 舉辦城市   | 名次  | 項目                     | 記錄                    |
| ---- | ------------------ | ---------- | ----- | ------------------------ | ----------------------- |
| 1958 | 亞洲運動會         | 日本東京都 | 銅牌  | 400公尺跨欄（91.4公分）  | 53.0秒（hand timing）   |
| 1958 | 亞洲運動會         | 日本東京都 | 銀牌  | 跳遠                     | 7.49公尺（Season Best） |
| 1958 | 亞洲運動會         | 日本東京都 | 銀牌  | 110公尺跨欄（106.7公分） | 14.8秒（hand timing）   |
| 1958 | 亞洲運動會         | 日本東京都 | 金牌  | 十項混合運動             | 7101（Season Best）     |
| 1960 | 夏季奧林匹克運動會 | 義大利羅馬 | 銀牌  | 十項混合運動             | 8334（Season Best）     |
| 1964 | 夏季奧林匹克運動會 | 日本東京都 | 10q1  | 撐竿跳高                 | 4.60公尺（Season Best） |
| 1964 | 夏季奧林匹克運動會 | 日本東京都 | 第5名 | 十項混合運動             | 7650（全國紀錄）        |

## 東京奧運
1964年，楊傳廣參加東京奧運會，賽前是金牌呼聲最高的選手，事後卻只獲得第五名。楊傳廣表示，賽前他在同團射擊選手馬晴山給他喝一杯果汁後，即感到身體不適，當時他以為是感冒造成的，也因此導致比賽失利，而馬晴山與奧運考察團員陳覺事後在東京尋求中國中日備忘錄貿易辦事處駐東京聯絡處的政治庇護，多年後經某情治人員透露內幕，楊傳廣才驚覺自己是被馬晴山「下藥」。不過也有部份的體育界人士認為楊傳廣的失敗與十項全能的計分方式改變有關，而非政治因素。在本屆奧運失利後，楊傳廣就逐漸淡出體育界。

## 政治生涯
1983年，楊傳廣接受當時執政黨中國國民黨的推薦競選平地原住民選舉區立法委員，並與同為奧運會獎牌獲得者的紀政雙雙當選，一時傳為佳話。不過在1986年，楊傳廣未獲得國民黨下一屆的立委選舉提名，而結束了短短的三年任期。1989年，楊傳廣離開國民黨，轉投入民主進步黨參與台東縣縣長的競選失利，日後即不再參與政治。

## 退休後生活
楊傳廣離開運動場後，任左營訓練中心的教練與總監督，培養出古金水、李福恩等好手。由於個人宗教信仰的影響（由基督教改信道教），楊傳廣從教練生涯退休後，在家鄉蓋廟並親自擔任廟祝與乩童的工作長達20餘年。而由於妻兒都在美國，他也常往來於美台之間。
楊傳廣在1997年獲頒美國業餘運動協會的終身成就獎，1999年提出重建亞洲十項王國計畫，2001年曾因罹患肝癌與肝硬化住進高雄長庚醫院治療，後轉危為安。2007年1月24日在美國加州因中風送醫，拉福·強森也趕往探望，惟仍於2007年1月28日過世，享年73歲。，後被安葬於加利福尼亞州文圖拉的常春藤草坪紀念公園（Ivy Lawn Memorial Park）。

## 學歷
- 臺灣省立臺東農業職業學校（现为國立臺東專科學校）
- 花蓮兵工學校（現為國防大學理工學院）
- 美國加州大學洛杉磯分校 體育系

## 經歷
- 十項全能運動運動員
- 中國國民黨原住民立法委員
- 民主進步黨台東縣長候選人（落選）[22]

## 体育獎項
- 台湾省中等學校運動會跳高冠軍。
- 國軍運動會跳遠冠軍。
- 1954年馬尼拉亞運會十項全能運動金牌。
- 1958年東京亞運會十項全能運動金牌。
- 1960年羅馬奧運會十項全能運動銀牌（舊計分法8,334分）
- 1963年刷新十項全能運動世界紀錄。（舊計分法9,121分）

## 荣誉

### 中华民国勋章奖章
- 二等景星勋章（2005年9月13日于台北总统府颁授[23]）

## 家庭

### 妻
- 周美玲（周黛西, Daisy Chou）

### 子女
- 長子：楊世運（Cedric Yang）
- 次子：小楊傳廣（C.K. Yang Jr.）

（註：1950-60 年代台灣稱 Olympic Games 為「世運」，後來才統稱「奧運」，長子為紀念參加1960羅馬奧運而取名）

### 孫輩
- Madison Yang
- Carmen Yang
- Dorothy Yang

## 外部連結
- 楊傳廣在国际奥林匹克委员会的资料
- 楊傳廣在的頁面
- 楊傳廣在台灣棒球維基館上的頁面（繁體中文）
- 美國LIFE, TIME雜誌拍攝1960年羅馬奧運楊傳廣照片集[永久]